# Muhàmmad al-Bàqir

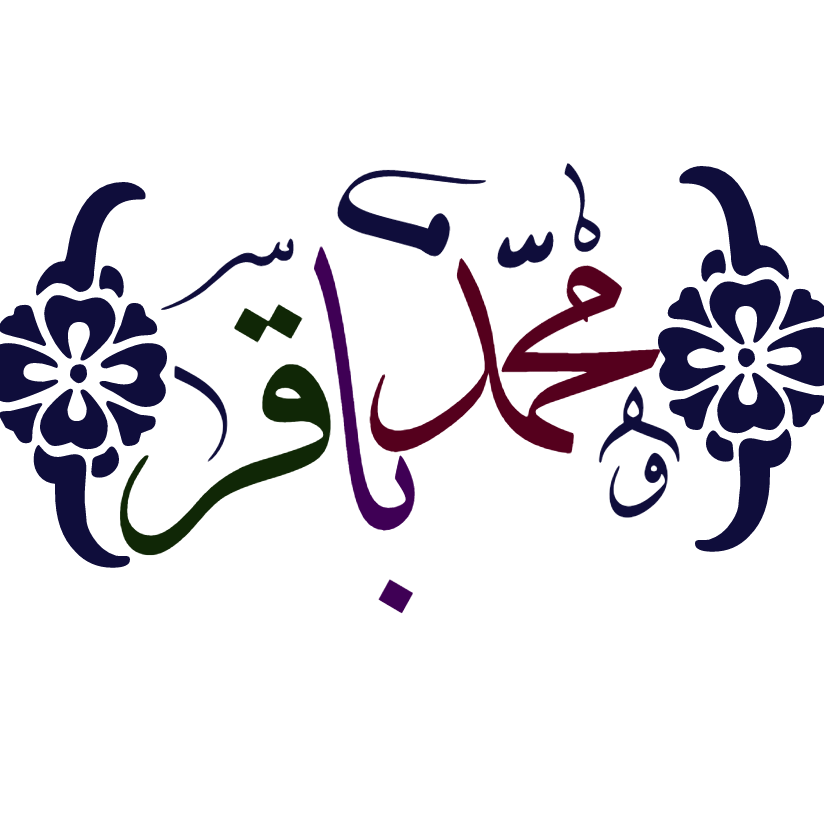

Abu-Jàfar Muhàmmad al-Bàqir ibn Alí Zayn-al-Abidín, o simplement Muhàmmad al-Bàqir (Medina, 16 de desembre de 676 o 10 de maig de 677 - 733), fou el cinquè imam dels xiïtes duodecimans i dels xiïtes ismaïlites. El làqab al-Bàqir seria una abreviació de Bàqir al-Ilm («el Que sap molt», «el Que dona la Llum»).
Va succeir com a imam el seu difunt pare Alí Zayn-al-Abidín (la data varia entre 712 i 714) i va seguir la seva política quietista. La seva fama d'il·lustrat en matèria religiosa i de profeta es va estendre. Va instaurar el dogma de l'imamat: la transmissió d'un imam a l'altre per un orde diví revelat i per cada imam designant el successor. Va sostenir discussions teològiques amb altres musulmans mutazalites i kharigites, així com amb cristians.
Va tenir bones relacions amb el seu germà Zayd ibn Alí, però el va advertir de no revoltar-se contra els omeies abans d'hora. Un cosí, Zayd ibn al-Hàssan (+738), va intentar agafar la direcció de l'herència del Profeta, però no se'n va sortir.
Fou enverinat per ordre d'Hixam ibn Abd-al-Màlik en 733 i enterrat al cementiri de Baqi-al-Gharkad, a Medina. La secta dels baqíriyya va refusar acceptar la seva mort i va esperar el seu retorn com a mahdí.